# 반부
반부(潘阜, 1230년 ~ ?)는 고려의 문신이다. 본관은 거제(巨濟). 자는 군수(君秀), 호는 해려재(海旅齋), 시호는 문절(文節)이다.

## 생애
원종 8년(1267년) 9월 23일 기거사인(起居舍人)으로서 일본과 통상화친을 요구하는 몽골의 국서와 고려의 국서를 가지고 일본으로 출발하였다. 그러나 당시 일본의 가마쿠라 막부는 그의 입국을 허가하지 않아 반부는 다자이후(大宰府)에 5개월 동안 머물러야 했으며, 객관의 대접이 매우 박하였고, 새서와 국서에도 답장하지 않았다. 또한 고려의 예물을 주고 다방면으로 설득하였지만 끝내 듣지 않고 강제로 돌려보냈고, 반부는 원종 8년(1268년) 7월 18일 고려에 돌아왔다.
몽골은 일본이 통화를 거절하는 것을 의심하고 고려에 다시금 일본과의 사신 통교를 추진할 것을 촉구하였다. 원종 10년(1269년) 1월 7일 고려의 지문하성사(知門下省事) 신사전(申思佺), 시랑 진자후(陳子厚)와 함께 몽골의 사신 카치(黑的)·은홍(殷弘)을 인도해 일본에 갔으나, 이번에는 쓰시마섬에서 입국이 거절당했고, 이들은 쓰시마섬 주민 두 명을 사로잡아 이듬해 돌아와서 몽골에 보냈다.
원종 11년(1270년) 7월 20일 당시 고려 조정의 비서승(秘書丞)으로 있으면서 튀렝게[頭輦哥] 국왕의 명으로 상장군(上將軍) 서균한(徐均漢), 어사(御史) 김광취(金光就) 등과 함께 강화(江華)의 창고를 열어 여러 신하들과 백성들에게 재물을 나누어 주었다.
원종 15년(1274년) 1월 몽골은 일본을 정벌하기 위해 전함 300척을 만들 것을 고려에 독촉하였고, 반부는 국자사업(國子司業)으로써 서해도부부사(西海道部夫使)로 임명되어 몽골의 요구에 따라 전함을 건조할 공장(工匠)과 역도(役徒) 30,500여 명을 징집하는 임무를 맡았다. 반부 자신도 11월 2일에 출정하는 제1차 일본원정을 위한 여몽연합군의 고려측 우군지병마부사로써 나유(羅裕)와 박보(朴保) 휘하로 참전하였으나 규슈까지 공격해 들어갔던 연합군은 때마침 불어친 태풍으로 대부분의 선단이 침몰하고 퇴각하여야 했다.
충렬왕(忠烈王) 7년(1281년) 10월 7일 반부는 좌사의(左司議)로서 제2차 일본정벌에서 실패하고 돌아온 원나라의 원수 훈둔(忻都)과 홍다구(洪茶丘)·범문호(范文虎) 등을 위로하는 임무를 맡았다. 이후 동왕 8년(1282년)에 우사의대부(右司議大夫), 10년(1284년) 간의대부(諫議大夫)를 역임하였다.